# IC 2727
IC 2727 је елиптична галаксија у сазвјежђу Лав која се налази на листи објеката дубоког неба у Индекс каталогу.
Деклинација објекта је + 12° 1' 59" а ректасцензија 11h 20m 0,0s. Привидна величина (магнитуда) објекта IC 2727 износи 15,2 а фотографска магнитуда 16,2.